# Alan Mullery
Alan Mullery, né le 23 novembre 1941 dans le quartier de Notting Hill à Londres (Angleterre), est un footballeur anglais, qui évoluait au poste de milieu de terrain à Tottenham Hotspur et en équipe d'Angleterre.
Mullery a marqué un but lors de ses trente-cinq sélections avec l'équipe d'Angleterre entre 1964 et 1971.

## Carrière
- 1958-1964 : Fulham
- 1964-1972 : Tottenham Hotspur
- 1972-1976 : Fulham

## Palmarès

### En équipe nationale
- 35 sélections et 1 but avec l'équipe d'Angleterre entre 1964 et 1971[1].

### Avec Tottenham Hotspur
- Vainqueur de la Coupe UEFA en 1972.
- Vainqueur de la Coupe d'Angleterre de football en 1967.
- Vainqueur de la Coupe de la Ligue anglaise de football en 1971.